# فرزندان ایران
فرزندان ایران شعری کودکانه از عباس یمینی شریف است. بیت اول آن چنین است: «ما گل‌های خندانیم / فرزندان ایرانیم».
نکتهٔ قابل توجه راجع به این شعر آن است که وزن آن هجایی است، یعنی نه دارای وزن کلاسیک است و نه وزن عامیانه، و بنابراین هیچ‌کدام از وزن‌های رایج در زبان فارسی را ندارد، اما به گوش ایرانیان مطبوع است.

## نقد و نظر
اسدالله شعبانی این شعر را در کنار شعرهای «یار مهربان»، «درختکاری»، «چشمک بزن ستاره» و «کشتی» از بهترین‌های شعر کودک در ایران می‌داند.